# Меттью Колбрайт Перрі
Меттью Колбрайт Перрі (англ. Matthew Calbraith Perry; 10 квітня 1794 — 4 березня 1858) — військовий і політичний діяч США, офіцер і коммодор військово-морських сил США. Народився в сім'ї військових. Брав участь у британо-американській (1812—1815), другій берберійській (1815) і американо-мексиканській війнах (1846—1848). Був одним із реформаторів американських збройних сил, за що отримав прізвисько «батько парового флоту США». Успішно провів дипломатичну місію в Японії (1852—1854), яка завершилася підписанням Канаґавського договору, першої угоди між ізоляціоністською Японією та США. В американській історіографії традиційно оцінюється як особа, що відкрила Японію для Західного світу.

## Біографія

### Молоді роки
Меттью Колбрайт Перрі народився 10 квітня 1794 в містечку Південний Кінгстаун в штаті Род-Айленд, в сім'ї військового. Його рід походив з Уельсу. Батько Кристофер Раймонд Перрі і старший брат Олівер Газард Перрі були офіцерами Військово-морського флоту США. Мати Сара Воллес походила зі старовинного шотландського роду й була нащадком національного героя Шотландії Вілльяма Воллеса.
1809 року, 15-річний Меттю Перрі отримав звання гардемарина. Його делегували на корабель «Помста», яким керував його старший брат. Згодом хлопця перевели на судно «Президент», під командуванням комодора Джона Роджерса. На цьому кораблі Перрі взяв участь у переможному бою з британським кораблем «Маленький Пояс» на початку Британо-американської війни 1812—1815 років. 1813 року юного гардемарина підвищили до лейтенанта.
Невдовзі Перрі перевели на фрегат «Сполучені Штати», який перебував у порту Нью-Лондона штату Коннектикут й участі у подальших боях не брав. Після підписання Гентського миру, що завершив війну, лейтенант служив на різних кораблях у Середземному морі. Зокрема, під командуванням комодора Вільяма Бейнбриджа, молодий Перрі взяв участь в Другій берберійській війні 1815 року в Алжирі, а протягом 1819 — 1820 років служив в Ліберії на кораблі «Кіана».
Впродовж 1821—1825 років Перрі командував шхуною «Акула». Американський уряд відправив його до Карибського моря з наказом придушити місцеві піратство і работоргівлю. 25 березня 1822 року команда «Акули» встановила прапор США на спірному острові Кі-Вест в Карибському морі, що належав Іспанії, і проголосила його володінням США. Острів було перейменовано на «острів Томпсона», але назва не прижилась.
У 1826—1827 роках Перрі вдруге служив під керівництвом Джона Роджерса. 1828 року він перейшов працювати до Чарлстона в штаті Південна Кароліна, а 1830 року прийняв командування шлюпом «Конкорд».

### Від капітана до комодора

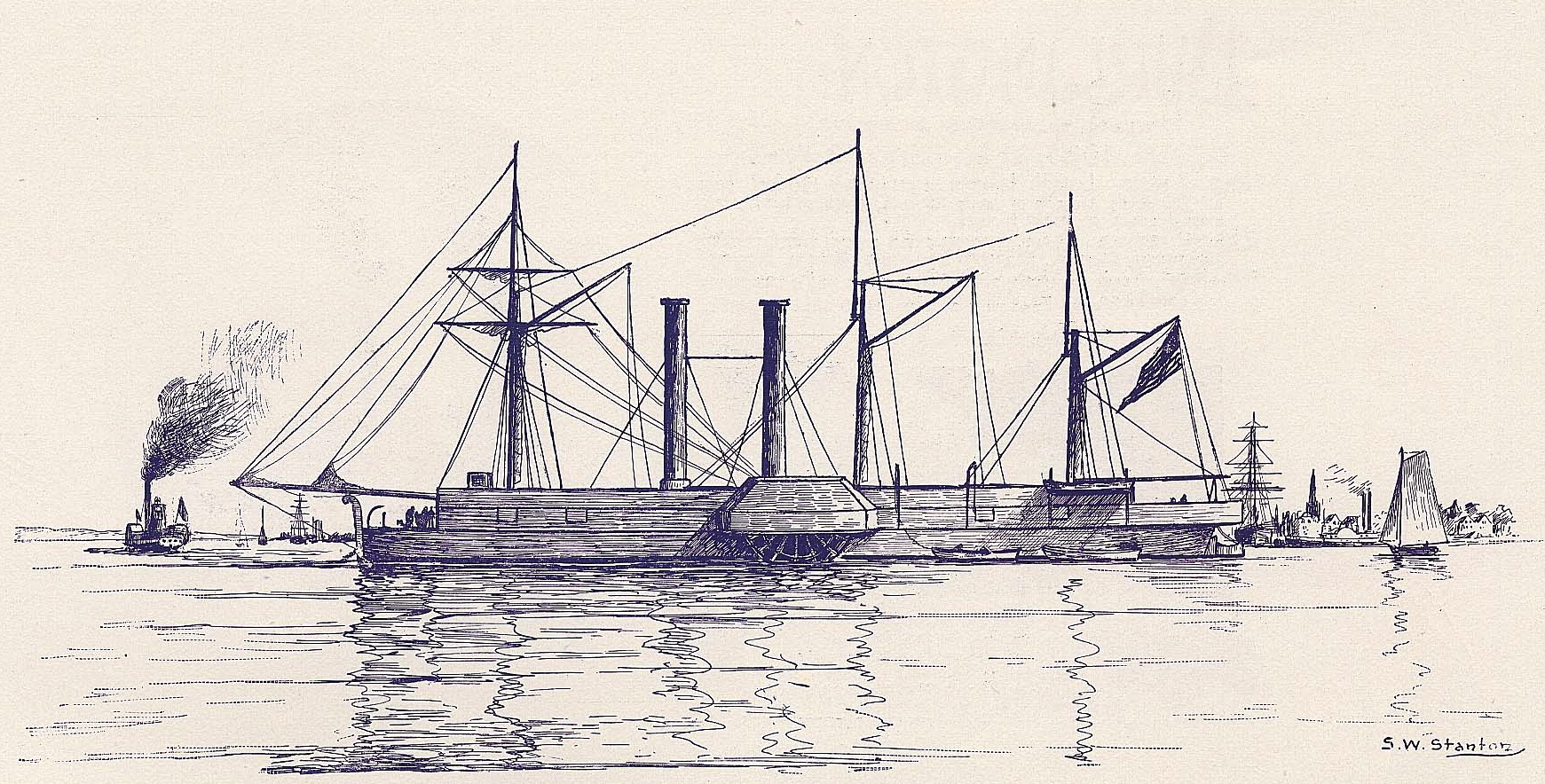
Паровий фрегат «Фултон»

Протягом 1833—1837 років Меттью Перрі виконував обов'язки другого офіцера Нью-йоркської військової верфі й 1837 року отримав звання капітана. За час перебування на цій посаді він проявив себе одним із провідних реформаторів тогочасного американського флоту. Перрі сприяв зміні навчальної програми для моряків, здійснював нагляд за побудовою другого парового фрегату США «Фултона», за що був названий «батьком американського парового флоту», долучився до створення першого корпусу морських інженерів, а також впродовж 1839—1841 років побудував першу артилерійську школу Військово-морських сил США на Піщаній Дузі в штаті Нью-Джерсі.
В червні 1840 року міністр військово-морських сил США надав Меттью Перрі звання комодора і призначив комендантом Нью-Йоркської військової верфі. Це був високий пожиттєвий чин, оскільки до 1862 року в військово-морських силах США найвищим званням вважався капітан. За час служби в Нью-Йорку, Перрі жив у Брукліні, в престижному районі для найвищих офіцерів флоту. У 1843—1844 роках комодор очолював Африканську ескадру військово-морських сил США, обов'язком якої було виконання умов британо-американського договору й перешкоджання работоргівлі.
1845 року Перрі призначили віце-командувачем корабля «Міссісіпі». На цій посаді він взяв участь у американо-мексиканській війні 1846—1848 років. Команда Перрі здобула мексиканське місто Фронтера, брала участь у руйнуванні Табаско та битві за Тамауліпас. Згодом комодор добився переведення на посаду командувача Домашньої ескадри військово-морських сил США й 1847 року водив свій флот для підтримки облоги мексиканського Веракруза. Після падіння міста Перрі сформував так званий Москітний флот і захопив порт Туспан. В липні 1847 року він особисто водив у бій тисячу американських вояків, із якими з суші захопив місто Табаско. За свою серйозність, суворість, непривітність, а подекуди грубість, підлеглі Перрі називали його «старим ведмедем».

### Експедиції до Японії

#### 1852—1853

##### Передумови
1852 року уряд США доручив Меттью Перрі місію укласти торговий договір із Японією. Остання впродовж останніх двох століть відмовлялася від торгівлі з християнськими країнами Європи та Америки. Президент США Міллард Філлмор, представник партії вігів, дав директиву комодору, що у випадку небажання японської сторони йти на переговори, слід застосувати збройну силу. Президент також вручив йому послання до «Імператора Японії», з пропозиціями встановлення дружніх відносин та укладання торгового договору.
24 листопада Перрі очолив військову Східноіндійську ескадру й вирушив з Норфолку в штаті Вірджинія до Японії через Атлантичний та Індійський океани. Ескадра складалася з 10 кораблів: парових фрегатів «Міссісіпі», «Сасукуехани», «Повхатана», парусника «Сапплая», а також парусних шлюпів «Плімута», «Саратоґи», «Македонеця», «Вандалії», «Лексінгтона» й «Саутгемптона». Це була четверта спроба представників США встановити дипломатичні відносини з тихоокеанським сусідом.
До цього, у 1797—1809 роках, американці торгували в японському місті Наґасакі на запит голландських купців. Останні мали дозвіл японського сьоґунату на торгівлю, але не могли торгувати через французьку окупацію Нідерландів в ході наполеонівських війн. Після звільнення Голландії США були усунені з японського ринку й шукали способів відновити свої позиції на ньому. Японія також була потрібна американцям як база на шляху в Цінський Китай, де суперники США, Британія та Франція розпочали колоніальну гонку. Приватна спроба американського підприємця Чарльза Кінга укласти японсько-американський договір в 1837 році закінчилася обстрілом його торгового судна. Намагання офіційного представника США, Джеймса Біддла, що 1846 року прибув із військовим кораблем до Токійської затоки і вимагав встановлення дипломатичних відносин між двома країнами, також завершилися невдачею. 1849 року капітан Джеймс Ґлинн втретє силувався укласти японсько-американський договір, але і його пропозиції були відхилені сьоґунатом. Повернувшись до США, капітан переконував уряд, що для успішних переговорів з японцями необхідне здійснення тиску і демонстрація військової могутності США.

##### Подорож. Рюкю

Маршрут експедиції 1852—1853

Між тим, 11 грудня 1852 Східноіндійська ескадра Меттью Перрі дісталася португальської Мадейри, за місяць досягла острова Святої Олени й 24 січня 1853 року припливала до південноафриканського Кейптауна. Спочивши в ньому тиждень, кораблі комодора рушили через Маврикій до Шрі-Ланки, на якій перебували з 10 по 15 березня. Подолавши Малаккську протоку, 29 березня американці дісталися Сингапуру, а звідти рушили до Макао і Гонконгу, в яких побували відповідно 7 і 29 квітня. 4 травня Перрі дістався Шанхаю, де спочивав тринадцять днів, а потім вирушив у напрямку ванства Рюкю, що знаходилося під контролем японського Сацума-хану.
26 травня 1853 року Східноіндійська ескадра прибула до Рюкю й стала на якір у водах столиці Нахи. Перрі забажав відвідати ванську резиденцію, замок Шюрі, але рюкюсці відмовилися. Тоді комодор висадив озброєний десант до столиці та самовільно рушив до замку. Рюкюський уряд, який не мав належного війська, був змушений прийняти вимогу американців. Ван Сьо Тай впустив Перрі та його офіцерів до замку, попередньо роззброївши їх. Гостей пригостили чаєм і цукерками, а вони передали господарям послання президента США з вимогою встановити дипломатичні відносини. Рюкюсці послалися на те, що не є суверенною державою, тому з власної волі підписувати документи з іноземцями не можуть, але обіцяли бути посередниками між США та японським урядом. Аби задобрити Перрі, чиновники ванської адміністрації організували на його честь бенкет у палаці за межами замку, на що комодор у відповідь запросив їх на фрегат «Сасукуехана», де пригостив французькими стравами. Завдяки такому прийому американське командування оцінило місію до Рюкю як успішну. Проте так само вважали і рюкюсці, які змогли ввічливо відхилити ультимативні вимоги США, врятувати столицю від погрому та прийняти іноземних послів на рівні нижчому, ніж зазвичай приймали послів з Цінського Китаю.
9 червня, залишивши частину ескадри в Насі, Перрі виплив у напрямку безлюдних островів Оґасавара. Протягом 14 — 18 червня він дослідив їх і проголосив володінням США. Однак цей акт залишився декларативним через протест Британії та Росії, які вважали острови своїми. 23 червня комодор повернувся до Рюкю, а через п'ять днів 2 липня 1853 року, вирушив до Японського архіпелагу в складі 4-х кораблів: «Міссісіпі», «Сасукуехани», «Плімута» і «Саратоґи».

##### Прибуття до Японії
Японський уряд, функції якого виконував сьоґунат Токуґава, заздалегідь знав про наміри американської ескадри плисти в Японію. 14 грудня 1852 року Ян Гендрік Донкер-Курт, капітан голландської торгової факторії в Дедзімі, подав доповідну записку уряднику Наґасакі про те, що США відправили флот до Японських островів з метою укладання торгового договору. Капітан стисло описав пункти ймовірної угоди, запропонував проводити переговори у Наґасакі та попередив, що американці налаштовані рішуче і у випадку відмови розпочнуть війну. Проте урядник розцінив цю записку як голландську провокацію і не передав її повний зміст у вищі інстанції. В результаті сьоґунат не вжив заходів для зустрічі агресивно налаштованого Перрі, обмежившись лише поповненням гарнізону півострова Міура. Уряд сподівався, що американці покинуть Японію без договору, як це неодноразово траплялося досі. Проте в травні 1853 року Сімадзу Наріакіра, голова Сацума-хану, отримав відомості про дії ескадри Перрі на Рюкю і терміново доповів голові сьоґунатського уряду Абе Масахіро про небезпеку, що наближається. Втім, час було вже згаяно, а серед урядовців не було одностайного плану протидії іноземцям.
8 липня 1853 року Східноіндійська ескадра Меттью Перрі досягла берегів Японії. Вона стала на якір в бухті Ураґа поблизу міста Едо, що був адміністративним центром сьоґунату. Японці вперше бачили чорні парові судна, які випускали чорний дим, тому назвали їх «чорними кораблями» (куробуне). Ескадра мала на озброєнні близько сотні новітніх гармат Пексана, що стріляли розривними набоями, і 2 тисячі моряків. Американці зайняли бойову позицію і самовільно почали заміряти глибину вод Едоської затоки. Корабельні гармати випустили з десяток сигнальних пострілів у повітря, щоби налагодити зв'язок між суднами і налякати місцеве населення. Через постріли в Едо почалася паніка, проте згодом мешканці заспокоїлися, зрозумівши, що стріляли без набоїв. Бухта Ураґа наповнилися японцями, деякі з яких намагалися на власних човнах потрапити до американських суден. Проте коли урядовці сьоґунату й правоохоронці повідомили, що іноземці можуть відкрити справжній вогонь, глядачів поменшало.
Для переговорів із Меттью Перрі сьоґунат направив Накадзіму Сабуро́суке, помічника урядників бухти Ураґа. Він запропонував комодору відплисти в Наґасакі й вести переговори там, але той відмовився. Перрі повідомив японській стороні, що є послом США і прибув з метою вручити послання президента своєї країни та встановити дипломатичні відносини. Комодор відмовився передати послання помічникові, вимагаючи надіслати уповноважену особу високого рангу. Згодом з'явився Каяма Едзаемон, другий помічник урядників Ураґи, але Перрі знову наполягав на побаченні із високопосадовцем. На пропозицію японця почекати 4 дні, комодор висунув ультиматум: якщо за 3 доби японський уряд не делегує відповідну особу високого рангу, то Перрі наблизить свої кораблі до Едо, висадить десант і власноруч передасть послання сьоґуну. В цей час 12-й сьоґун Токуґава Ієйосі був прикутий хворобою до ліжка, і відповідальність за переговори з американцями взяв на себе голова уряду Абе Масахіро. 11 липня він дозволив прийняти від Перрі президентське послання і 14 липня організував прийом американського посольства на пляжі Курі. Американців зустрічали урядники Ураґи Тода Удзійосі та Ідо Хіроміті. Перрі зійшов на берег із двома сотнями парадно вбраних моряків під марш «Слава Колумбії». Він передав послання у трьох копіях — англійською, голландською і китайською, а також вручив вірчі грамоти та документи з пропозиціями торгового договору. Урядники повідомили комодору, що, оскільки сьоґун хворий, японська сторона зможе надати відповідь лише наступного року. Перрі погодився і пообіцяв, що прибуде до Японії за відповіддю через рік. 17 липня його ескадра полишила води Едоської затоки і вирушила до Рюкю, де спочивала решта кораблів ескадри.

#### 1854

##### Другий візит
27 липня 1853 року помер 12-й сьоґун Токуґава Йосінобу. Його наступником став Токуґава Ієсада, син покійного. Як і його батько він був хворобливим і не міг вести державні справи. Тому питання укладання угоди з США довелося вирішувати голові уряду Абе Масахіро. Побоюючись брати на себе відповідальність, він вперше за 200 років порушив монополію сьоґунату на ухвалення важливих політичних рішень і скликав Всеяпонські збори за участі представників Імператора, урядовців сьоґунату, регіональних володарів і знаті. На зборах вирішувалося питання як відповісти Перрі: продовжувати ізоляціоністський курс, відмовившись від американської пропозиції, чи «відкрити» Японію Заходу і укласти договір з США.
Тим часом сам Перрі перебував у Гонконзі. Комодор довідався, що сьоґун помер і, користуючись сум'яттям в Японії, вирішив плисти туди негайно, знехтувавши обіцянкою чекати рік. Як і першого разу, американська ескадра обрала маршрут через Рюкю. Її розвідник, шлюп «Саутгемптон», з'явився у японських водах поблизу бухти Ураґа 11 лютого. Наступної доби за ним прибули шлюпи «Македонець», «Вандалія», «Лексінгтон» та пароплави «Міссісіпі», «Сасукуехана», «Повхатан». Через п'ятнадцять днів до них приєдналися «Саратоґа» і «Сапплай». Ескадра вишикувалась у бойовий стрій, демонструючи готовність йти на центральне місто Едо у випадку відмови японської сторони підписувати угоду. Міські околиці охопила паніка. Проте деякі японці, такі як Йосіда Сьоїн, намагалися потайки самостійно вступити у контакт з прибульцями.
Сьоґунат був неприємно здивований прибуттям Перрі. Одностайного рішення на пропозицію США Всеяпонські збори ще не випрацювали. Урядовці радили підписати договір, в той час як делегати Імператора та регіональні володарі, на хвилі антиіноземних настроїв, наполягали на дотриманні курсу ізоляції. Аби затягнути час, Абе Масахіро дозволив американцям зійти на берег у селі Йокогама й організував на їх честь величезний обід на суму 2000 золотих. Японці виставили найкращі страви своєї кухні, проте гості були незадоволені, насамперед через нестачу м'яса і жирів. Перрі ж вважав, що справжні ласощі японці приховують.

##### Договори з Японією та Рюкю
Між тим минув місяць, а Всеяпонські збори досі не могли ухвалити рішення. За таких умов Абе Масахіро взяв відповідальність на себе й наприкінці березня надіслав Перрі відповідь, що Японія приймає пропозицію США встановити дипломатичні відносини. Обидві сторони почали готуватися для підписання угоди. 31 березня 1854 року японці під головуванням посла Хаясі Фукусая урочисто зустріли делегацію Перрі в селі Йокогама, що знаходилося неподалік містечка Канаґава провінції Мусасі. На березі вони підписали 12-статейний договір про мир і дружбу між Японією та США. За цим договором японська сторона зобов'язувалася (1) забезпечувати паливом і харчами кораблі США при потребі; (2) рятувати кораблі США та їхні команди, у випадку аварії; (3) відкрити порти Сімода й Хакодате для торгівлі з США, в яких американці мали право збудувати свої консульства; (4) надати США режим найбільшого сприяння в торгівлі. Угода скасовувала традиційну японську політику ізоляції й відкривала Японію «цивілізованому світу» Заходу.
Детальні умови цього договору були випрацювані двома делегаціями в монастирі Рьосендзі в Сімоді й підписані 15 червня як 13-статейний додаток договору. Вони визначали місце причалу в Сімоді й Хакодате, встановлювали межі проживання та поховання американців в портових містечках, забороняли полювання і передбачали наявність постійних перекладачів у портах. Після підписання додатку, 25 червня 1854 року, ескадра США вирушила додому.
По дорозі назад Перрі завітав до ванства Рюкю, де 11 липня підписав аналогічний Канаґавській угоді 7-статейний договір про мир і дружбу між Рюкю та США. Він передбачав (1) проголошення режиму вільної торгівлі в Рюкю; (2) надання рюкюською стороною провіанту й палива кораблям США за рахунок Рюкю; (3) надання рюкюсцями допомоги кораблям США, які потрапили в аварію; (4) створення американських поселень в Рюкю, мешканці яких підлягали лише консульським судам США.

### Останні роки

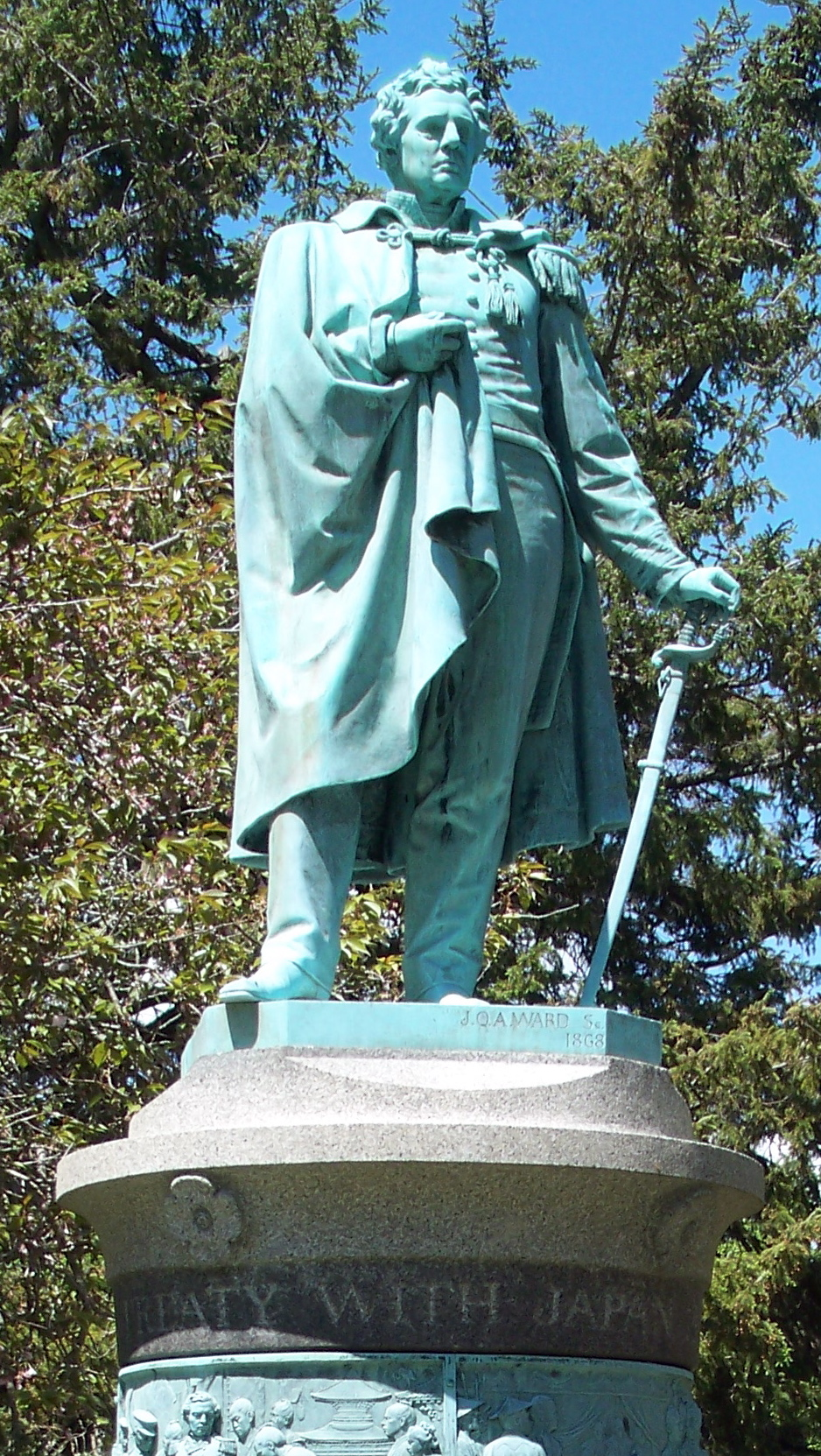
Статуя комодора Меттью Перрі в парку Туро, Ньюпорт, Род-Айленд, США.

Комодор Перрі повернувся до США 1855 року. За успішно виконану місію американський Конгрес нагородив його премією в 20 тисяч доларів і дав розпорядження надрукувати експедиційний звіт. Він був виданий наступного року під назвою «Хроніка експедиції американської ескадри до Китайських морів та Японії в 1852, 1853 і 1854 роках під командуванням комодора М. К. Перрі». Це видання, відредаговане істориком Френсісом Хоуксом на запит комодора, базувалося на відомостях самого Перрі, його офіцерів і навіть моряків. «Хроніка» тривалий час була єдиним капітальним американським дослідженням з Японії і стала цінним джерелом з історії японсько-американських двосторонніх відносин.
Незважаючи на почесті, які Перрі отримав вдома за проведену місію, його здоров'я було підірване тривалими морськими подорожами. Через артрит, комодор був змушений піти у відставку. Перед цим його нагородили званням контр-адмірала за досягнення в Східній Азії.
4 березня 1858 року 64-річний Перрі помер в Нью-Йорку через цироз печінки, спричинений надмірним вживанням алкоголю. 21 березня 1866 року його перепоховали в Ньюпорті, в рідному штаті Род-Айленд.
В американській історіографії Перрі традиційно вшановується як «відкривач» Японії для Західного світу. Він вважається героєм, який без єдиного пострілу покінчив із ізоляцією цієї східноазійської країни.
Пам'ять про експедицію і досягнення комодора була використана політиками США наприкінці Другої Світової війни. Так, церемонія капітуляції Японії проходила на борту американського корабля «Міссурі», на тлі прапора США, який використовував Перрі. Крім цього голова американської делегації на церемонії, генерал Дуглас Макартур, був далеким родичем самого комодора. Після 1945 року прапор Перрі зберігається в Академії військово-морських сил США в Аннаполісі.
На честь комодора відкрито музеї і пам'ятники на його батьківщині в штаті Род-Айленд і японському місті Йокосука, місці його першої висадки.